# BALCO
Bay Area Laboratory Co-operative, oftast förkortat BALCO, är ett amerikanskt företag som misstänks för att ha framställt dopningspreparat till idrottsmän. 
Den så kallade BALCO-skandalen tog sin början så tidigt som 1988 då den före detta friidrottaren Victor Conte tillhandahöll "kosttillskott" som framställts i BALCO-laboratoriet i Bay Area till en grupp amerikanska friidrottare i OS i Seoul. Under 90-talet misstänks Conte och samarbetspartnern Greg Anderson för att ha tillhandahållit olika former av Steroider till främst friidrottare, styrkelyftare och kroppsbyggare i Kalifornien. Kundkretsen misstänks ha växt till att omfatta aktiva inom de amerikanska professionella ligorna, främst MLB och NFL. 
I juni 2003 fick de federala myndigheterna i USA ett anonymt tips om att BALCO tillhandahållit prestationshöjande preparat till ett stort antal namngivna idrottsmän tillsammans med ett prov på preparatet. Efter att ha analyserat provet och konstaterat att det bestod av en tidigare okänd steroid, Tetrahydrogestrinon (THG) gjordes en razzia mot BALCO-laboratoriet samt mot Contes och Andersons hem.  
Den anonyme tipsaren var Trevor Graham som bland annat tränade Marion Jones.
Resultatet av razzian blev att Conte och Anderson ställdes inför rätta. Med kunskapen om den nya steroiden kunde ett stort antal elitidrottsmän ertappas. För exempelvis friidrottare medförde det långa avstängningar. För amerikanska fotbollsspelare medförde det ett antal matchers avstängning. För basebollspelare var det vid den tiden överhuvudtaget inte förbjudet att använda steroider. 

## Inblandade idrottare
Idrottare som ertappats med THG: 
Fyra spelare i amerikanska fotbollslaget Oakland Raiders:
- Barret Robbins
- Bill Romanowski
- Chris Cooper
- Dana Stubblefield

Ett antal friidrottare. Bland dessa:
- Dwain Chambers, sprinter
- C.J. Hunter, kulstötare
- Regina Jacobs, medeldistanslöpare
- Marion Jones, sprint och längdhopp
- Kevin Toth, kulstötare
- Kelli White, sprinter

Ett stort antal idrottsmän som inte ertappats med positiva prov fanns på listor på BALCO. Dessa förhördes av en utredningskommitté utan hot om åtal. Oavsett de medgett dopning eller inte är de omgärdade av rykten. Bland de mer kända av dessa är:
- Tim Montgomery, Friidrott, USA
- Amy van Dyken, Simning, USA
- Barry Bonds, Baseboll, USA
- Jason Giambi, Baseboll, USA
- Gary Sheffield, Baseboll, USA
- Shayne Mosley, Boxning, USA